# Simone de Beauvoir
Simone-Lucie-Ernestine-Marie Bertrand de Beauvoir, poznana kot Simone de Beauvoir (francosko: [simɔn də bovwaʁ]), francoska pisateljica, eksistencialistična filozofinja, politična aktivistka, feministka in družbena teoretičarka, * 9. januar 1908, Pariz, Francija, † 14. april 1986, Pariz.
Sama se ni imela za filozofinjo, vendar je opazno vplivala tako na feministični eksistencializem kot na feministično teorijo. Pisala je romane, eseje, biografije, avtobiografijo, monografije o filozofiji, politiki in družbenih vprašanjih. Najbolj znani so njeni romani, npr. L'Invitée in Mandarini (Les Mandarins), pa tudi njena razprava Drugi spol (Le deuxième sexe) iz leta 1949, podrobna analiza zatiranja žensk in temeljno delo sodobnega feminizma.

## Zgodnja leta
Simone de Beauvoir se je rodila v Parizu kot starejša hči Georgesa Bertranda de Beauvoira, pravnega pomočnika, ki je nekoč želel postati igralec, in Françoise Beauvoir (rojene Brasseur), hčere premožnega bankirja in predane katoličanke. Simonina sestra Hélène se je rodila dve leti kasneje. Družina se je po povojni izgubi večine premoženja trudila obdržati meščanski status in  Françoise je vztrajala pri tem, da sta se hčeri izobraževali v prestižni samostanski šoli. Beauvoir je bila kot otrok globoko verna - v nekem obdobju je nameravala postati nuna - dokler ni pri 14 letih podvomila v vero in bila do konca življenja ateistka.
Beauvoir se je intelektualno hitro razvijala. Oče, ki jo je spodbujal, naj bi se hvalil: »Simone razmišlja kot moški!« Po izpitih iz matematike in filozofije leta 1925 je študirala matematiko na Institut Catholique in književnost ter jezike na Institut Sainte-Marie. Nato se je lotila študija filozofije v Sorbonni (Univerzi v Parizu), kjer je pri Léonu Brunschvicgu diplomirala iz Leibniza.
Najprej je delala z Mauriceom Merleau-Pontyjem in Claudom Lévi-Straussom, saj so skupaj zaključili z učiteljsko prakso na isti srednji šoli. Čeprav se uradno ni vpisala, je poslušala predavanja na École Normale Supérieure v pripravah na agrégation iz filozofije - zelo tekmovalen podiplomski izpit, ki služi kot državna lestvica študentov. Med pripravami na tej šoli je spoznala Jean-Paula Sartra, Paula Nizana in Renéja Maheuja (slednji ji je podelil dolgoletni nadimek »Castor«, bober). Na izpitu je za las zgrešila prvo mesto, ki ga je komisija podelila Sartru, in se z 21 leti uvrstila na drugo mesto, s tem pa postala najmlajša oseba, ki je uspešno opravila izpit.
V Mémoires d'une jeune fille rangée je o mladosti zapisala: »[…] individualizem in poganski etični standardi mojega očeta so bili v popolnem nasprotju z rigidnim moralnim konvencionalizmom moje matere. To neravnovesje, zaradi katerega je bilo moje življenje neskončna diskusija, je glavni razlog, da sem postala intelektualka.«

## Srednja leta
Oktobra leta 1929 sta Jean-Paul Sartre in Simone de Beauvoir postala par in Sarte jo je zaprosil za roko. Ko sta nekega dne sedela na klopi pred Louvrom, je dejal: »Podpišiva dvoletno pogodbo«. Ob koncu svojega življenja je Beauvoir dejala: »Poroka ni bila mogoča. Nisem imela dote.« Tako sta vstopila v dosmrtno razmerje. Beauvoir se je odločila, da se ne bo poročila in s Sartrom ne bo vzpostavila skupnega gospodinjstva. Nikoli ni imela otrok. Tako je imela dovolj časa za pridobivanje akademskih nazivov, politično delovanje, potovanja, pisanje, učenje in ljubimce (moške in ženske - slednje je pogosto delila).
Sartre in Beauvoir sta vedno brala pisanje drug drugega. Ni konca debati, koliko sta vplivala drug na drugega v eksistencialističnih delih, kot je Sartrovo Being and Nothingness in L'Invitée Beauvoirjeve. Vendar se nedavne študije njenega dela osredotočajo na druge vplive, denimo Hegla in Leibniza.
Beauvoir je imela več ljubimk. Ker so nekatere izmed njih bile njene učenke, so njihova razmerja obveljala za kontroverzna. Nekdanja študentka Bianca Lamblin (prvotno Bianca Bienenfeld) je v svoji knjigi Mémoires d'une jeune fille dérangée zapisala, da jo je med študijem zlorabljala učiteljica Simone de Beauvoir, ki je bila takrat v svojih tridesetih. Leta 1943 so Beauvoir suspendirali zaradi obtožbe, da je leta 1939 zapeljala 17-letno učenko Nathalie Sorokine. Njeni starši so sprožili pravni postopek proti Beauvoirjevi zaradi ugrabitve mladoletnice, zaradi česar so ji za vedno preklicali dovoljenje za poučevanje v Franciji.

### L'Invitée
Beauvoir je objavila svoj prvi roman L'Invitée leta 1943. Gre za fikcionaliziran zapis seksualnega razmerja, ki sta ga s Sartrom imela z Olgo Kosakiewicz in Wando Kosakiewicz. Olga je bila ena od njenih študentk v srednji šoli, na kateri je poučevala v zgodnjih tridesetih. Navezala se je nanjo. Sartre je poskušal pridobiti Olgo, a ga je ta zavrnila, zato je začel razmerje z njeno sestro Wando, ki jo je podpiral do svoje smrti. Podpiral je tudi Olgo, dokler ni spoznala in omožila Jacques-Laurenta Bosta, ljubimca Beauvoirjeve.
V romanu, ki se dogaja tik pred začetkom druge svetovne vojne, Beauvoir ustvari en sam lik iz zapletenih odnosov z Olgo in Wando. Literarni različici Beauvoirjeve in Sartra sta z mladenko v ljubezenskem trikotniku. Opisuje tudi, kako je to vplivalo na njuno medsebojno kompleksno razmerje.
Metafizičnemu romanu so sledili mnogi drugi, tudi Le Sang des autres, ki raziskuje naravo posameznikove odgovornosti.

### Eksistencialistična etika
Leta 1944 je Beauvoir napisala svoj prvi filozofski esej, Pyrrhus et Cinéas, razpravo o eksistencialistični etiki. Z raziskovanjem eksistencializma je nadaljevala leta 1947 v drugem eseju, Pour une morale de l'ambiguïté, ki je verjetno najboljši uvod v francoski eksistencializem. Zaradi enostavnosti ostaja razumljiv - v nasprotju z zapletenim Sartrovim Being and Nothingness. Beauvoir pojasni nedoslednosti, ki so jih mnogi, vključno s Sartrom, odkrili v velikih eksistencialističnih delih, kot je Being and Nothingness. V eseju se loti tudi eksistencialistične dileme med absolutno svobodo in omejitvami okoliščin.

### Les Temps Modernes
Ob koncu druge svetovne vojne sta Beauvoir in Sartre urejala Les Temps Modernes, politični časopis, ki ga je Sartre ustanovil z Mauriceom Merleau-Pontyjem in drugimi. Beauvoir je v časopisu objavljala lastno delo in raziskovala ideje v majhnem merilu, preden jih je oblikovala v eseje in knjige. Urednica je ostala do smrti.

### Seksualnost, eksistencialistični feminizem inDrugi spol
Drugi spol, objavljen v francoščini, zastavi feministični eksistencializem, ki narekuje moralno revolucijo. Kot eksistencialistka je Beauvoir verjela, da pride eksistenca pred esenco; ne rodiš se kot ženska, temveč ženska postaneš. V analizi se osredotoča na hegeljanski koncept Drugega. Tu se nanaša na (družbeno) konstrukcijo Ženske kot tipičnega Drugega, ki jo Beauvoir identificira kot temelj zatiranja žensk. Velika začetnica D nakazuje popolnoma drugega. Beauvoir je zapisala, da so ženske enako sposobne odločanja kot moški, zato se lahko povzdignejo nad imanenco, ki so ji bile prepuščene, in dosežejo transcendenco, položaj, v katerem oseba prevzame odgovornost zase in za svet, v katerem izbere svobodo.
Poglavja Drugega spola so najprej izhajala v Les Temps modernes junija leta 1949. V Franciji je drugi del izšel nekaj mesecev za prvim. V ZDA je izšel kot The Second Sex zelo kmalu, saj ga je Howard Parshley hitro prevedel na pobudo Blanche Knopf, žene založnika Alfreda A. Knopfa. Ker je bil Parshley le grobo seznanjen s francoščino in ni veliko vedel o filozofiji (bil je profesor biologije na Smith College), je z napačnim prevodom ali neprimernimi rezi popačil njeno sporočilo. Še leta za tem je Knopf preprečeval točnejši prevod dela in odklanjal vse ponudbe, trudu eksistensialističnih učenjakov navkljub. Nov prevod je izšel šele leta 2009, ob 60. obletnici prvotne izdaje. Prvi integralni prevod, ki je vključeval tudi manjkajočo tretjino besedila, sta opravili Constance Borde in Sheila Malovany-Chevallier.
Beauvoir je predhodnica seksualno nabitega feminizma Erice Jong in Germaine Greer.
V poglavju »Ženska: mit in resničnost« Drugega spola trdi, da so moški iz žensk ustvarili Drugega tako, da so jim pripisali lažno avro »skrivnostnosti«. To jim je služilo za izgovor, da jih ne morejo razumeti ali jim pomagati. Tovrstno stereotipiziranje se je v družbah vedno odvijalo s strani hierarhično nadrejenih skupin proti podrejenim skupinam, tudi na podlagi drugih identitetnih kategorij, kot so rasa, razred in religija, vendar pa najočitneje na podlagi družbenega spola, preko katerega so moški stereotipizirali ženske in organizirali patriarhalno družbo.
Beauvoir je trdila, da se je ženske zgodovinsko obravnavalo kot odklonske, abnormalne. Celo Mary Wollstonecraft naj bi imela moške za ideal, h kateremu naj bi težile ženske. Beauvoir je dejala, da je takšen odnos omejeval uspešnost žensk z vzdrževanjem predstave, da so odklon od normalnega in s tem vedno obstranke, ki poskušajo oponašati »normalnost«. Verjela je, da je treba to predpostavko ovreči, da bo feminizem lahko napredoval.
Nov angleški prevod Drugega spola prvič vsebuje popolno besedilo, kot zapiše Irene Gammel v Globe and Mail Review: »Najpomembnejša prednost novega prevoda je njegova popolnost v kombinaciji s pogumom prevajalk, da presežeta eksistencialistični jezik Beauvoirjeve in bralcem s tem omogočita občutenje vplivov Hegla, Marxa in drugih.«

### Mandarini
Knjiga, objavljena leta 1954, se dogaja tik po koncu prve svetovne vojne in je Beauvoirjevi prislužila najvišjo literarno nagrado Francije, Prix Goncourt. Delo sledi osebnim življenjem filozofov in intimnih prijateljev Sartra in Beauvoirjeve, med drugim ameriškemu pisatelju Nelsonu Algrenu, komur je tudi posvečeno. Algren je bil ogorčen zaradi iskrenosti, s katero je Beauvoir opisala njune seksualne izkušnje v Mandarinih in njenih avtobiografskih delih. Ljubezenska pisma, ki mu jih je poslala, so prišla v javnost šele po njeni smrti.

## Kasnejša leta
Beauvoir je pisala poljudne popotniške dnevnike o času, ki ga je prebila v ZDA in na Kitajskem, ter redno izdajala eseje in leposlovje, še posebej v 1950-ih in 1960-ih letih. Objavila je več zvezkov kratkih zgodb, vključno z La Femme rompue, ki sodi med kasnejša dela, ki se ukvarjajo s staranjem.
Leta 1980 je izšla zbirka kratkih zgodb Quand prime le spirituel o ženskah, ki so ji veliko pomenile v mladosti. Napisala jih je mnogo let pred L'Invitée, a se ji takrat niso zdele vredne objave, zato je to storila šele po 40 letih.
Sartre in Merleau-Ponty sta se resno sprla in na koncu je slednji zapustil Les Temps Modernes. Beauvoir se je postavila na Sartrovo stran in prekinila stike z Merleau-Pontyjem. V kasnejših letih je vodila uredniške sestanke v lastnem stanovanju in prispevala več kot Sartre, ki ga je morala pogosto prisiliti, da je prispeval svoja mnenja.
Beauvoir je napisala tudi štiridelno avtobiografijo, sestavljeno iz: Mémoires d'une jeune fille rangée, La Force de l'âge, La Force des choses ter Tout compte fait.
V 1970-ih je postala aktivna v francoskem gibanju za osvoboditev žensk. Leta 1971 je podpisala Manifest 343 (Manifeste des 343), seznam slavnih žensk, ki so trdile, da so opravile splav, kar je bilo v Franciji tedaj nezakonito. Nekateri trdijo, da večina, vključno z Beauvoir, v resnici ni opravila splava, a dejstva ostajajo skrivnost. Podpisnice so bile zelo raznolike, denimo Catherine Deneuve, Delphine Seyrig in Poupette, sestra Beauvoirjeve. Leta 1974 je Francija zakonsko dovolila splav.
Njen dolg esej iz leta 1970, La Vieillesse, je redek primer intelektualne meditacije o propadu in samoti, s katero se soočijo vsi, ki ne umrejo pred 60. letom.
Okrog leta 1976 sta Beauvoir in Sylvie Le Bon odpotovali v New York in obiskali kmetijo Kate Millett.
Leta 1981 je napisala La Cérémonie Des Adieux, boleč opis Sartrovih zadnjih let. V uvodu zapiše, da je to edino večje delo, ki ga Sartre ni prebral pred izidom.
Po Sartrovi smrti je objavljala pisma, ki ji jih je poslal, a s popravki, da ne bi prizadela še živečih prijateljev. Po njeni smrti je Sartrova posvojenka in dedinja njegove literarne zapuščine Arlette Elkaïm preprečila izid marsikaterega pisma brez popravkov. Večina danes dostopnih Sartrovih pisem vsebuje popravke Beauvoirjeve, a v veliki meri gre za izpuščanja in uporabo psevdonimov. Posvojenka in dedinja literarne zapuščine Beauvoirjeve, Sylvie Le Bon, je v nasprotju s Sartrovo dedinjo objavila pisma Beauvoirjeve Sartru in Algrenu brez popravkov.

## Smrt, priznanja in zapuščina
Umrla je v 79. letu starosti za pljučnico v Parizu. Pokopana je poleg Sartra na pariškem Cimetière du Montparnasse.

### Izbor del
- 1943: roman L'Invitée
- 1944: esej Pyrrhus et Cinéas
- 1945: roman Le Sang des autres
- 1946: roman Tous les hommes sont mortels
- 1947: esej Pour une morale de l'ambiguïté
- 1948: zgodba L'Amérique au jour le jour
- 1949: filozofski esej Le Deuxième Sexe
- 1954: roman Les Mandarins
- 1958: biografska pripoved Mémoires d'une jeune fille rangée
- 1960: biografska pripoved La force de l'âge (slov. Najlepša leta)
- 1963: biografska pripoved La Force des choses
- 1964: biografska pripoved Une mort très douce
- 1966: roman Les Belles Images
- 1967: roman La Femme rompue
- 1970: esej  La Vieillesse
- 1972: biografska pripoved Tout compte fait
- 1972: esej Faut-il brûler Sade?
- 1975: esej La Longue Marche
- 1979: roman Quand prime le spirituel
- 1981: biografska pripoved La Cérémonie des adieux
- 1981: biografska pripoved Entretiens avec Jean-Paul Sartre : août - septembre 1974
- 1997: posthumno: Lettres à Nelson Algren

### Nagrade
- Prix Goncourt, 1954
- Nagrada Jeruzalema, 1975
- Avstrijska državna nagrada za evropsko literaturo, 1978